# El-Ohdúd Club
Az El-Ohdúd Club egy szaúd-arábiai labdarúgócsapat, amelynek székhelye Nadzsrán városában található. A klub a szaúd-arábiai első osztályban, a Pro League-ben szerepel. Hazai mérkőzéseit a 12 000 néző befogadására alkalmas Hatlúl Herceg Stadionban játssza.

## Sikerlista
- First Division League
  - Feljutó (1): 2022–23

- Third Second League
  - Feljutó (2): 1991–92, 2020–21

- Third Division League
  - Feljutó (2): 2003–04, 2017–18

## További hivatkozások
- Hivatalos honlapja